# Pellaea intramarginalis
Pellaea intramarginalis är en kantbräkenväxtart som först beskrevs av Georg Friedrich Kaulfuss, och fick sitt nu gällande namn av John Smith. Pellaea intramarginalis ingår i släktet Pellaea och familjen Pteridaceae. Inga underarter finns listade.

## Bildgalleri

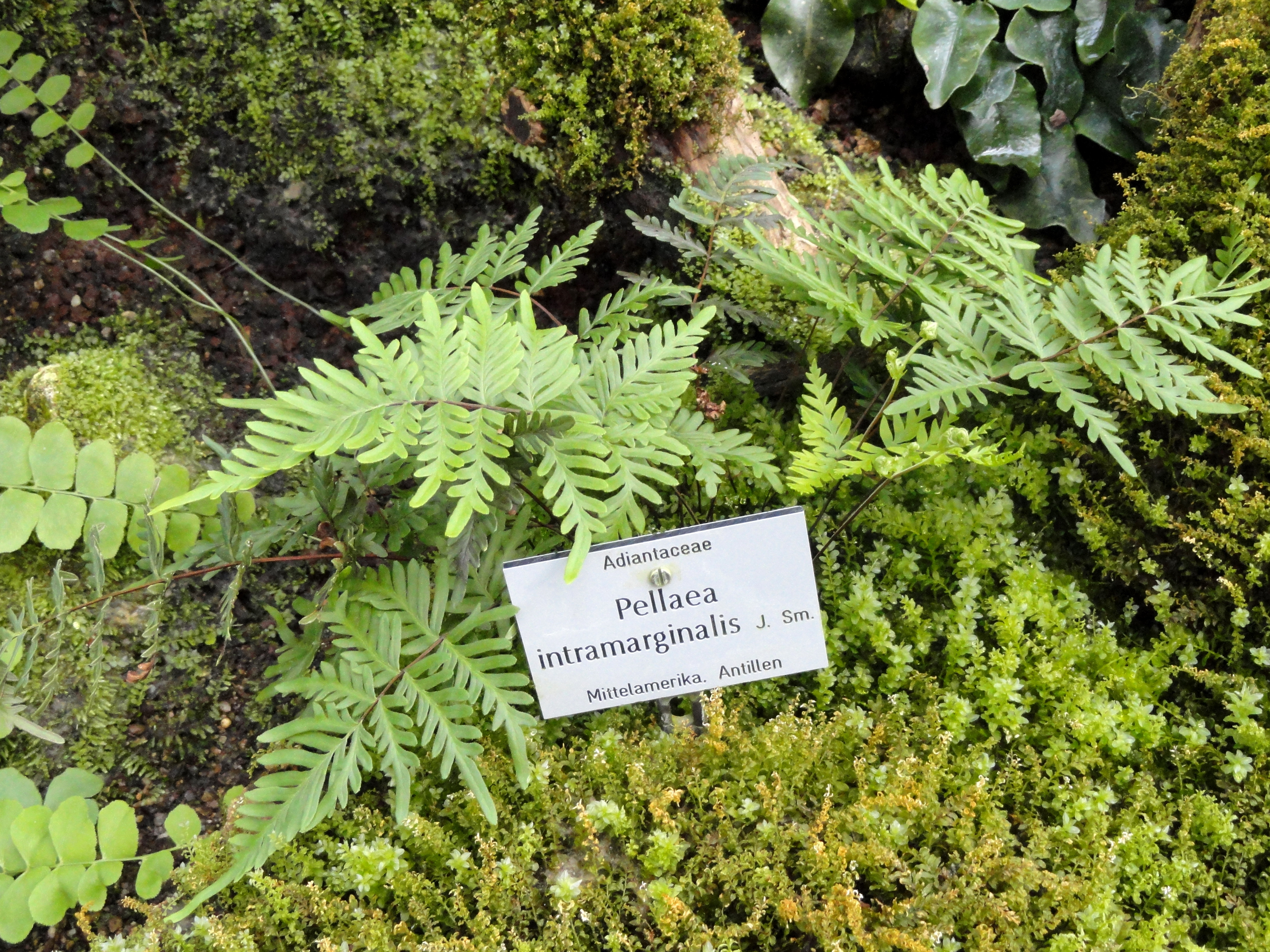